# Assassinat d'Anna Lindh
L'assassinat d'Anna Lindh, ministre suédoise des Affaires étrangères, eut lieu le 10 septembre 2003 dans le grand magasin NK dans le centre de Stockholm, en Suède. Anna Lindh était à sa mort l'un des leaders du Parti social-démocrate suédois. Elle était membre du gouvernement depuis 1994, et ministre des Affaires étrangères depuis 1998.
L'assassinat eut lieu dans les jours qui précédèrent le référendum sur l'adhésion de la Suède à l'euro, qui se tint le 14 septembre 2003, et pour lequel Anna Lindh était l'un des plus fervents partisans du « oui ».
Deux semaines après les faits, le meurtrier Mijailo Mijailović fut arrêté par la police. Il fut par la suite condamné à la réclusion criminelle à perpétuité, sur la foi notamment de tests ADN.

## La chronologie des événements
À environ 15 h 45 le mercredi 10 septembre 2003, Anna Lindh et son amie la journaliste Eva Franchell quittent les locaux du ministère des Affaires étrangères dans le centre de Stockholm. Elles pénètrent dans le centre commercial Gallerian par l'entrée sud-ouest, y déambulent et s'arrêtent dans la boutique Jackpot où Lindh achète un pull-over. Les deux amies sortent alors du centre commercial par l'entrée principale donnant sur la rue Hamngatan, traversent le carrefour des rues Hamngatan et Regeringsgatan et pénètrent dans le grand magasin NK où elles prennent le premier escalator qui les conduit au premier étage un peu après 16 heures.

### L'attaque

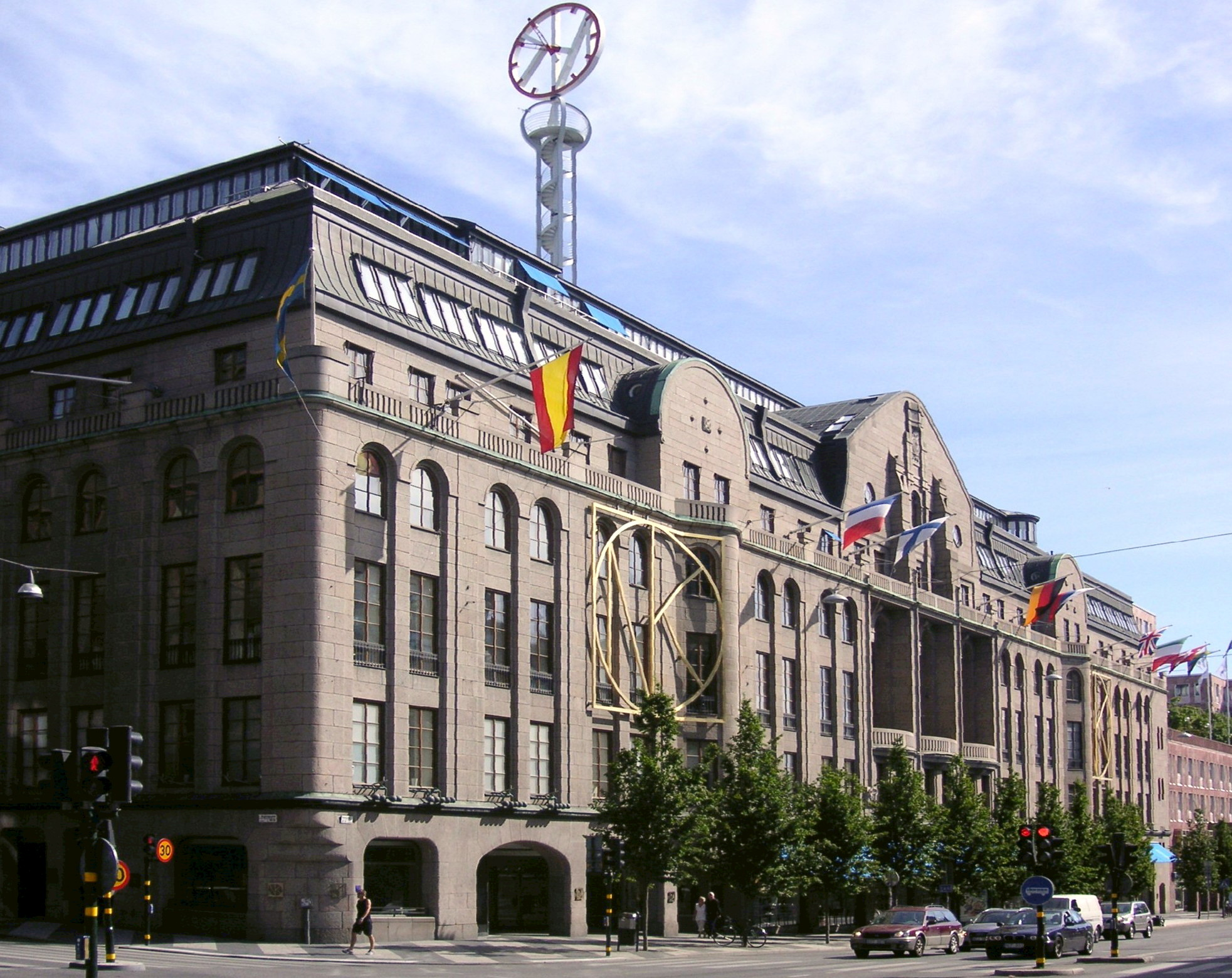
Le grand magasin NK de la rue Hamngatan à Stockholm où fut assassinée Anna Lindh.

Lindh et Franchell parcourent le rayon femme du premier étage à la recherche d'habits que Lindh pourrait porter le soir même lors d'un débat sur la chaine TV4. Alors que la ministre est en train d'examiner une veste à l'intérieur de la boutique Filippa K, un homme, Mijailo Mijailović, entre précipitamment dans la boutique et se jette sur elle. Il la frappe de plusieurs coups de couteau au ventre et aux bras. Franchell pousse un cri et frappe Mijailović au bras gauche. Il relâche alors Lindh qui s'effondre sur le sol. Après avoir regardé Franchell un court instant, il quitte précipitamment la boutique. L'attaque a eu lieu entre 16 h 13 et 16 h 14.
Un témoin qui a assisté à la scène demande à la vendeuse d'appeler une ambulance et essaie de contenir l'hémorragie. Lindh n'a pas perdu connaissance, elle demande à Franchell d'appeler son mari, l'ancien ministre et préfet de région Bo Holmberg.
Mijailović se précipite vers l'escalator qui conduit au rez-de-chaussée et descend les marches en courant. Dans l'escalator, il abandonne derrière lui, intentionnellement ou non, son couteau. Un témoin le ramasse et le place dans du papier de soie avec l'aide d'une vendeuse. Mijailović sort du magasin NK par la sortie donnant sur la rue Regeringsgatan et se dirige vers le nord. Il jette l'étui du couteau dans une poubelle et entre dans le centre commercial Salénhuset. Là, il jette sa casquette dans une poubelle avant de se rendre dans un salon de coiffure où il demande à se faire couper les cheveux. Le coiffeur lui ayant répondu qu'un rendez-vous est nécessaire, il quitte les lieux.
Dans le grand magasin NK, clients et employés donnent à Anna Lindh les premiers soins. Elle saigne abondamment mais ne perd toujours pas connaissance. Franchell téléphone à Lars Danielsson, porte-parole du Premier ministre Göran Persson. Le Premier ministre se trouve alors à bord de l'avion gouvernemental qui vient juste d'atterrir à l'aéroport de Bromma près de Stockholm.
Lorsque les ambulanciers arrivent au grand magasin NK, la tension artérielle de la ministre est au plus bas. Elle est au bord d'un choc hémorragique et perd alors connaissance. Les ambulanciers la placent sous oxygène et sous perfusion - elle reprend alors connaissance. Franchell l'accompagne dans l'ambulance qui quitte la rue Hamngatan à 16 h 33 et tourne dans la rue Sveavägen en direction de l'hôpital Karolinska.

### L'opération et le décès

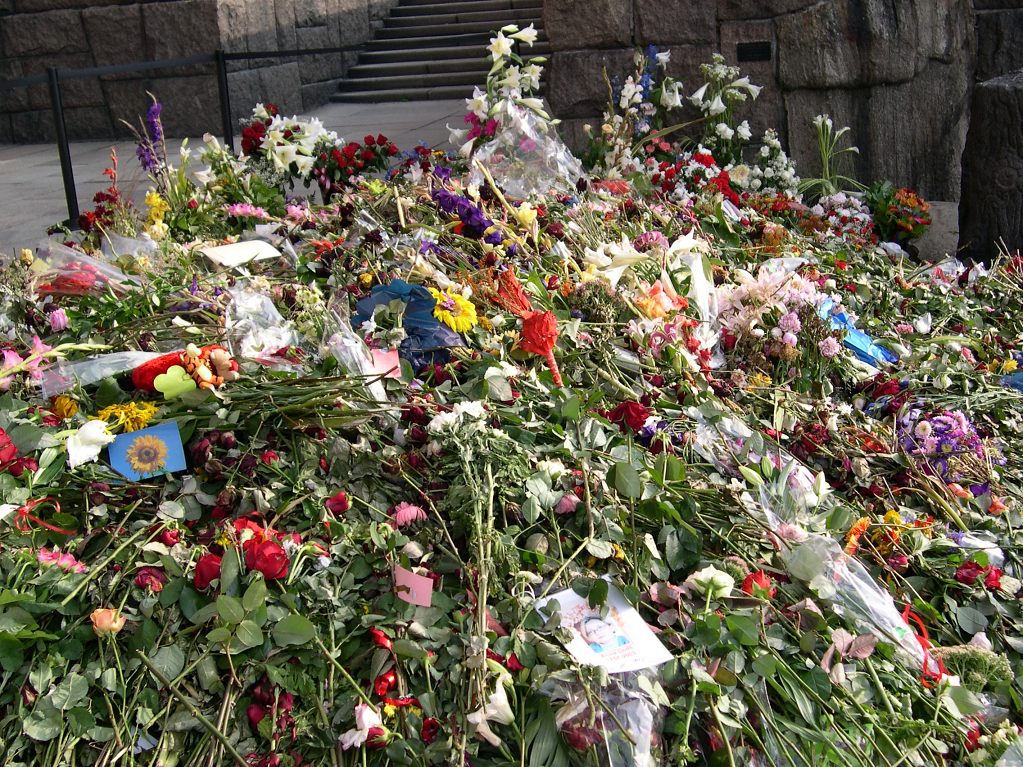
Des fleurs déposées à la mémoire d'Anna Lindh.

À son arrivée à l'hôpital Karolinska à 16 h 39, Anna Lindh est consciente mais montre des signes d'hémorragie interne, elle est donc immédiatement conduite au bloc opératoire. Elle a été sérieusement atteinte à la poitrine, au ventre et aux bras, a perdu beaucoup de sang et sa tension est faible. L'opération commence vers 17 heures. Au bloc opératoire, les médecins constatent que la ministre a un saignement intense au niveau du foie et de plusieurs vaisseaux sanguins de l'abdomen. Une transfusion sanguine massive est nécessaire pendant toute la durée de l'opération.
Les médecins constatent que le couteau a transpercé le foie et a perforé la veine porte, ce qui entraine un important épanchement sanguin dans l'abdomen. L'opération se poursuit jusqu'à 20 heures, après quoi Lindh est placée en observation. Mais à 21 heures, les saignements ont repris et il est nécessaire de retourner au bloc opératoire. Dans la soirée, l'hémorragie est arrêtée. Pendant la nuit, l'état de la ministre, tout en demeurant critique, s'améliore un peu, sa circulation sanguine s'étant stabilisée. À 3 heures, deux des médecins décrivent son état comme critique mais stable devant les journalistes. L'hémorragie est considérée comme maîtrisée, la ministre des Affaires étrangères a aussi reçu une grande quantité de sang, en tout 80 litres.
À 4 h 30, l'état de Lindh s'aggrave soudainement en raison d'un choc hémorragique. Bien qu'elle ait bénéficié pendant son hospitalisation de toute l'expertise et de tout l'équipement médical nécessaire, il n'aura pas été possible de la sauver et elle décède à 5 h 29.

### Immédiatement après le meurtre

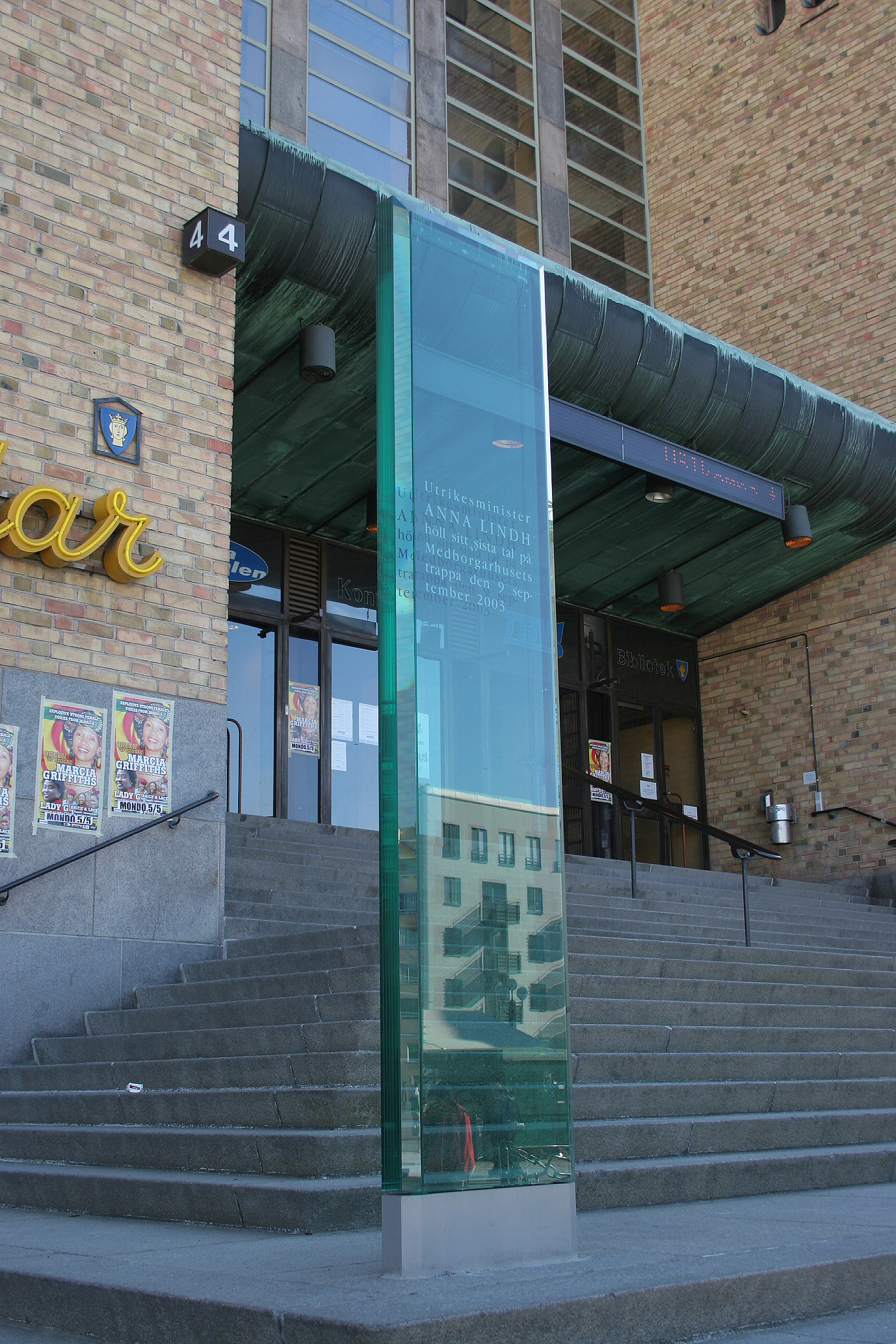
Un monument à la mémoire d'Anna Lindh devant l'entrée de la Medborgarhuset à Stockholm. On peut y lire « la ministre des Affaires étrangères Anna Lindh tint son dernier discours sur les marches de la Medborgarhuset le 9 septembre 2003 ».

À 16 h 41, l'agence de presse TT annonce que la ministre des Affaires étrangères a été poignardée.
Le conseil des ministres organise une conférence de presse au siège du gouvernement à 18 heures au cours de laquelle le Premier ministre Göran Persson annonce que la ministre des Affaires étrangères a été poignardée et qu'elle est en salle d'opération. Il annonce également la suspension jusqu'à nouvel ordre de la campagne électorale à l'exception possible du débat final prévu le vendredi à la télévision nationale. Le Premier ministre participe à une nouvelle conférence de presse à 22 heures où il annonce qu'il rencontrera le lendemain les présidents de groupe à l'assemblée nationale pour évoquer la suite de la campagne.
À 6 h 50 le 11 septembre, deux fonctionnaires des services du gouvernement qui ont passé la nuit à l'hôpital sont informés par les médecins qu'A. Lindh est décédée. Ils contactent le porte-parole, Lars Danielsson, à qui ils font part de la nouvelle. L. Danielsson appelle le Premier ministre qui organise une conférence de presse pour annoncer le décès d'A. Lindh. Il est 9 h 13 quand l'agence de presse TT diffuse la nouvelle « la ministre des Affaires étrangères Anna Lindh est décédée des suites des blessures infligées lors de l'attentat au couteau dont elle a été victime hier à Stockholm ». Dans la journée, le Premier ministre rencontre les différents chefs de parti pour évoquer la campagne électorale et il est décidé que le référendum se tiendra comme prévu.
Peu après le meurtre, une fillette de cinq ans est poignardée par un patient du service psychiatrique de l'hôpital d'Arvika (ouest de la Suède) qui venait d'entendre la nouvelle de l'assassinat d'A. Lindh.

## L'enquête
Moins d'une heure après l'assassinat, le commissaire Christer Nilsson de la police criminelle de Stockholm prend la tête de l'enquête. Les enquêteurs reçoivent immédiatement de nombreux témoignages du public. Il est décidé de ne pas interrompre le trafic du métro et des bus de Stockholm par crainte du chaos qu'entrainerait une telle interruption en pleine heure de pointe. Les interrogatoires des témoins sont conduits le soir même ; sont entendues entre autres de nombreuses personnes qui se trouvaient au grand magasin NK. Les experts scientifiques de la police criminelle examinent la scène de crime à la recherche de traces du meurtrier.

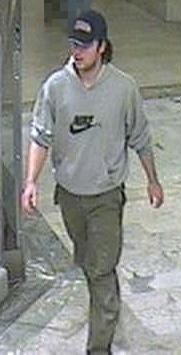
« L'homme du NK » : Mijailović filmé par les caméras du magasin NK juste avant l'assassinat.

Plus tard dans la soirée, le procureur Agneta Blidberg est chargé de l'instruction et le préfet de police de région est chargé de la coordination du travail d'enquête. Le lendemain 11 septembre, les enquêteurs saisissent des milliers d'heures d'enregistrement provenant des caméras de surveillance du centre de Stockholm. À l'intérieur du grand magasin NK, les caméras de surveillance ont filmé un homme qui correspond au signalement du meurtrier fourni par les témoins : jeune, mince, vêtu d'une casquette, d'un sweat-shirt à capuche gris et d'un pantalon kaki, il chemine d'un pas déterminé dans le grand magasin sans s'arrêter pour regarder un quelconque article dans les boutiques. Le coiffeur du centre commercial Salénhuset chez qui Mijailović a voulu se faire couper les cheveux se fait connaitre et est en mesure de donner un signalement précis du jeune homme.
Les images de « l'homme du NK » sont postées dans le registre interne de la police le 12 septembre dans l'espoir que l'homme soit reconnu par un policier et qu'il soit ainsi identifié. Le matin du 13 septembre, les deux quotidiens Aftonbladet et Expressen publient les photos de « l'homme du NK ».

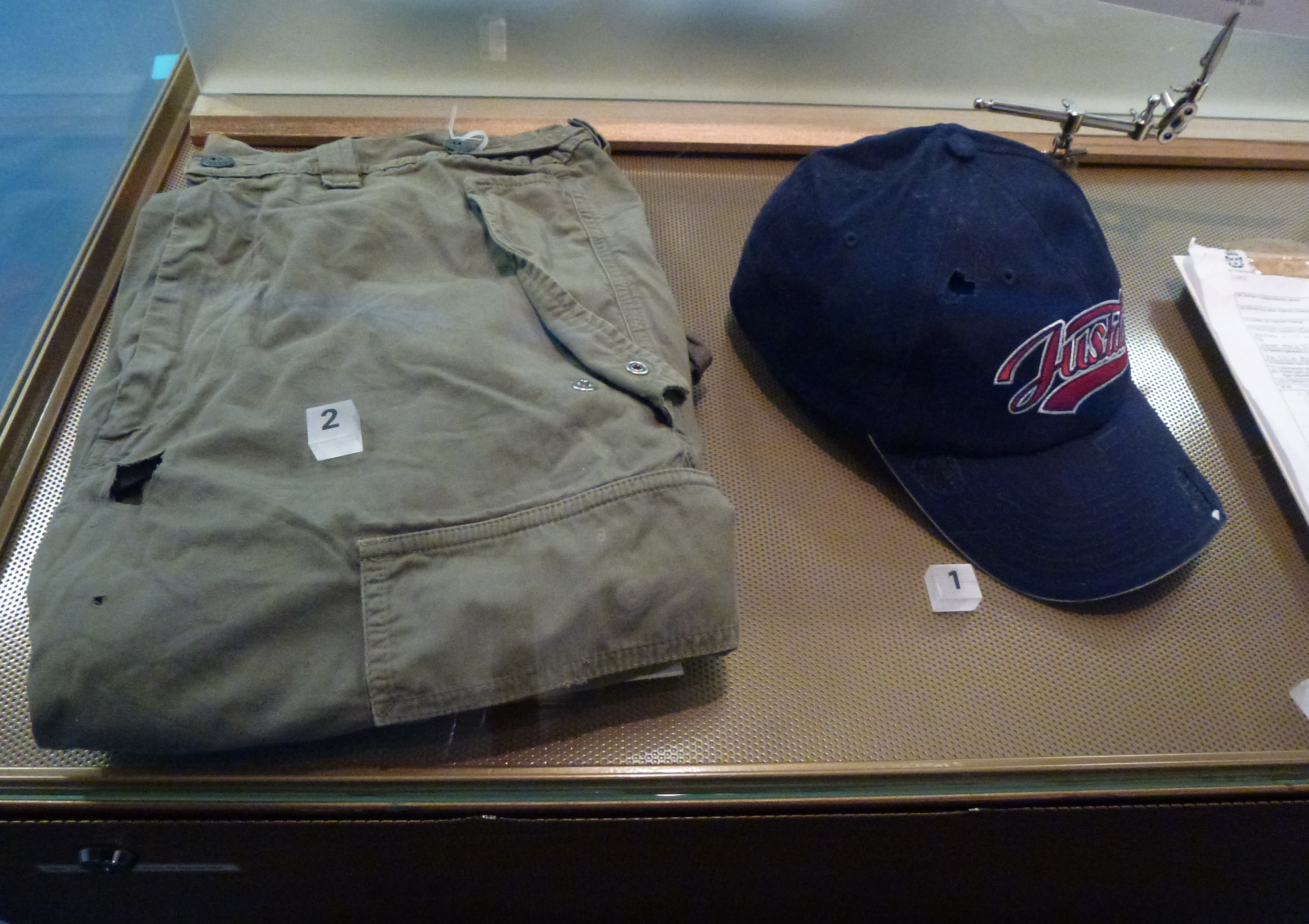
Le pantalon et la casquette que Mijailo Mijailović portait au moment de l'assassinat, exposés au musée de la police à Stockholm.

Le groupe d'expertise en analyse comportementale (« profilage ») est mis à contribution, et il estime rapidement que le meurtre n'a pas été commis par un tueur à gage, dans la mesure où un professionnel n'aurait pas tué quelqu'un à l'aide d'un couteau à l'intérieur d'un grand magasin au vu et au su de nombreux témoins. Ce groupe estime également qu'il ne s'agit pas de l'acte d'un déséquilibré ou d'un drogué dont le mobile aurait été le vol, dans la mesure où la présence d'un tel individu au rayon dame du magasin NK aurait rapidement alerté les vigiles. Un tel individu n'aurait pas non plus choisi un lieu comme le grand magasin NK pour commettre un vol. Le fait que le meurtrier a croisé de nombreuses personnes avant de s'en prendre finalement à Lindh indique qu'il avait choisi sa cible à l'avance. Le groupe conclut que le meurtre a été commis par un individu qui s'est servi de son crime pour faire passer un message à son environnement, un individu qui est d'ordinaire maître de lui-même et méthodique mais qui est susceptible dans certaines situations de perdre tout contrôle.
Les experts de la police scientifique qui procèdent à l'examen de la casquette bleu-marine retrouvée au centre commercial Salénhuset y retrouvent 150 petites fibres de daim provenant de la veste que portait Anna Lindh. Cette casquette était donc présente sur les lieux du crime.
Le 14 septembre, les enquêteurs reçoivent un témoignage selon lequel « l'homme du NK » a environ 25 ans, qu'il s'appelle Mickael, qu'il est originaire de Yougoslavie et qu'il a vécu rue Gröndalsvägen à Hovsjö près de Södertälje (banlieue sud-ouest de Stockholm). Le même jour, les enquêteurs reçoivent un témoignage disant que « l'homme du NK » ressemble à un homme de 25 ans, souffrant de troubles mentaux, vivant à Tullinge (entre Stockholm et Södertälje), originaire de Yougoslavie et s'appelant Mickael. Selon l'informateur, ce Mickael s'est fait couper les cheveux et a brulé ses vêtements le jour même de l'assassinat. Le premier témoignage conduit les enquêteurs à rechercher dans leurs registres un individu nommé Mickael ayant habité rue Gröndalsvägen à Hovsjö. Ils découvrent que Mijailović a vécu à cette adresse et qu'il vit désormais à Tullinge. Compte tenu de ses antécédents judiciaires, de ses contacts réguliers avec les services psychiatriques, et du fait que la photo de son passeport ressemble à celle de « l'homme du NK », les enquêteurs décident de se lancer à sa recherche.

### Le premier suspect
Le 14 septembre, les enquêteurs reçoivent également une information selon laquelle « l'homme du NK » est un homme de 35 ans, bien connu des services de police et qui a déjà été condamné pour un total de 40 délits. Cette information provient de plusieurs personnes dignes de foi qui ont connu le suspect dans ses activités professionnelles. Des proches du suspect l'ont également identifié comme étant l'homme filmé par les caméras de surveillance. Le suspect ne possède pas de domicile permanent, et le groupe d'intervention de la police nationale prend d'assaut le domicile de son père dans le sud de la Suède, où les enquêteurs le soupçonnaient à tort de s'être caché,.
Tard dans la soirée du 15 septembre, le suspect est, en son absence, formellement mis en cause dans l'assassinat d'Anna Lindh. À 21 h 07 le soir du 16 septembre, il est appréhendé au restaurant East End Company à proximité du stade de Råsunda à Solna (banlieue nord de Stockholm), où se déroule un match de football entre les clubs de Djurgården et de Hammarby. Il est conduit à la prison de Kronoberg à Stockholm où son ADN est prélevé. L'avocat Gunnar Falk est nommé pour le représenter. Le vendredi 19 septembre, le suspect est mis en examen pour le meurtre d'Anna Lindh. Par la suite, de nouveaux éléments, en particulier l'analyse du couteau et de la casquette, conduisent à sa remise en liberté le 24 septembre.
Bien que les éléments à charge l'incriminant soient peu nombreux, et bien que les enquêteurs aient clairement indiqué avoir d'autres pistes, plusieurs quotidiens publient des informations sur la vie privée du suspect et sur ses antécédents judiciaires. Cela le conduira à attaquer les quotidiens Expressen, Sydsvenskan, Kvällsposten et Göteborgstidningen pour diffamation dans une procédure qui se poursuivra durant plusieurs années et qui passera même devant la Cour suprême.

### Mijailo Mijailović
Après être sorti du centre commercial Salénhuset, Mijailović monte dans un taxi à hauteur du théâtre Dramaten et demande à être conduit à Tullinge. Lorsque le taxi arrive en bas de l'immeuble où réside sa mère à Tullinge, Mijailović demande au chauffeur combien il en couterait de poursuivre la course jusqu'à Södertälje. Le chauffeur répond qu'il y en aura pour 300 à 400 couronnes. Mijailović déclare alors devoir monter chez lui prendre de l'argent. Craignant de voir disparaitre son client, le chauffeur le suit et attend sur le pas de la porte de l'appartement. À l'intérieur, Mijailović confie à sa mère ce qu'il a fait, met quelques vêtements dans une valise noire et s'empare de 3 000 couronnes.
Le voyage se poursuit alors jusqu'à Hovsjö. Dans un bois à proximité du centre commercial Hovsjö Centrum, Mijailović change ses vêtements et les met dans la valise à laquelle il tente de mettre le feu. N'y parvenant pas, il décide finalement de cacher la valise sous un arbre. Il passe le reste de la soirée à Hovsjö chez une de ses connaissances, à regarder les informations à la télévision.
Dans les jours qui suivent, Mijailović loge chez un ami qui vit avec sa concubine dans un appartement de Solna. Pendant le week-end, il se rend à l'hôpital de Huddinge (non loin de Tullinge) pour se plaindre de ses insomnies et de ses hallucinations. Le lundi 15 septembre, il revient dormir chez son ami à Solna. La concubine juge le comportement de Mijailović de plus en plus étrange, et lorsque le 16 septembre Mijailović refuse de quitter l'appartement, son ami appelle la police. Mijailović  est alors conduit par les forces de l'ordre à l'hôpital Saint-George dans le centre de Stockholm.
Le soir du 17 septembre, l'ami de Mijailović appelle la police de Solna et déclare être en possession d'informations susceptibles d'intéresser les enquêteurs. Le 19 septembre, il est entendu par la police à qui il confie ce que Mijailović a fait durant les jours précédents. Selon lui, Mijailović ressemble fortement à « l'homme du NK ». Des cheveux sont collectés dans son appartement afin de pouvoir les comparer avec les cheveux retrouvés sur la casquette.
Pour obtenir l'ADN de Mijailović, les enquêteurs saisissent à l'hôpital de Huddinge un prélèvement sanguin effectué au moment de sa naissance. En Suède, un registre national contenant les échantillons sanguins prélevés dans le cadre des dépistages néonataux de tous les individus nés après 1975 a été mis en place. À partir du prélèvement sanguin, il est possible de réaliser un test ADN. Le couteau retrouvé dans l'escalator est envoyé au service de la police scientifique de Birmingham en Grande-Bretagne et le 24 septembre les résultats des analyses sont connus. On a retrouvé sur l'arme du crime les ADN de deux personnes : Anna Lindh et Mijailović.

## Le procès
Le 24 septembre Mijailović est appréhendé à Tullinge par le groupe d'intervention de la police nationale. Il est conduit à la prison de Kronoberg à Stockholm où on lui signifie qu'il est suspecté de meurtre. Il choisit l'avocat Peter Althin pour sa défense. Le 26 septembre, il est mis en examen pour meurtre. Le procureur requiert qu'il soit soumis à un examen psychiatrique.
Après son arrestation, sa mère est interrogée par les enquêteurs. Elle leur déclare être retournée avec son fils dans le bois de Hovsjö où était cachée la valise de vêtements. Ils ont alors versé le contenu d'une bouteille de slivovitz sur le sweat-shirt gris que Mijailović portait le jour du meurtre et y ont mis le feu.
Mijailović nie les faits jusqu'au 6 janvier 2004, date à laquelle il avoue à son avocat. Il raconte alors que le 10 septembre, ne se sentant pas bien et ayant mal dormi depuis plusieurs jours, il s'est rendu dans le centre de Stockholm. Entendant des voix dans sa tête, il est passé à l'attaque après avoir aperçu Anna Lindh.
En janvier 2004, la cour reconnait Mijailović coupable de meurtre et décide de le soumettre à un examen psychiatrique approfondi. Le 9 mars, les résultats de l'examen sont connus et il est décidé que l'état de Mijailović est compatible avec une sentence pénale. Le procès reprend, et le 23 mars, Mijailović est condamné à la réclusion criminelle à perpétuité par décision unanime du jury.
Un recours est déposé auprès de la cour d'appel qui le 8 juillet 2004 condamne Mijailović à un internement psychiatrique assorti d'une obligation de soin. La Cour suprême suspend l'appel le 10 novembre et condamne Mijailović le 2 décembre à la prison à vie.